# علامة ميبيوس
علامة ميبيوس (بالألمانية: Möbius sign)، هو علامة طبية سريرية، علامتها عدم القدرة على الحفاظ على تقارب العيون. توجد هذه العلامة السريرية في المرضى الذين يعانون من داء غريفز أو "الدُّراقُ الجُحوظِيّ".

## التسمية
|                                                                                                   |  |  |
| طبيب الأمراض العصبية الألماني "بول يوليوس ميبيوس" (1853م-1907م) (بالإنجليزية: Paul Julius Möbius)‏ |  |  |

سُمي هذا المرض على اسم طبيب الأمراض العصبية الألماني «بول يوليوس ميبيوس» (1853م-1907م) (بالألمانية: Paul Julius Möbius).